# Попйоли (Вармінсько-Мазурське воєводство)
Попйоли (пол. Popioły, нім. Popiollen) — село в Польщі, у гміні Будри Венґожевського повіту Вармінсько-Мазурського воєводства.
Населення — 208 осіб (2011).
У 1975-1998 роках село належало до Сувальського воєводства.

## Демографія
Демографічна структура станом на 31 березня 2011 року:
|          | Загалом | Допрацездатний вік | Працездатний вік | Постпрацездатний вік |
| -------- | ------- | ------------------ | ---------------- | -------------------- |
| Чоловіки | 107     | 29                 | 69               | 9                    |
| Жінки    | 101     | 23                 | 54               | 24                   |
| Разом    | 208     | 52                 | 123              | 33                   |